# شعيب العويجاء

## الموقع

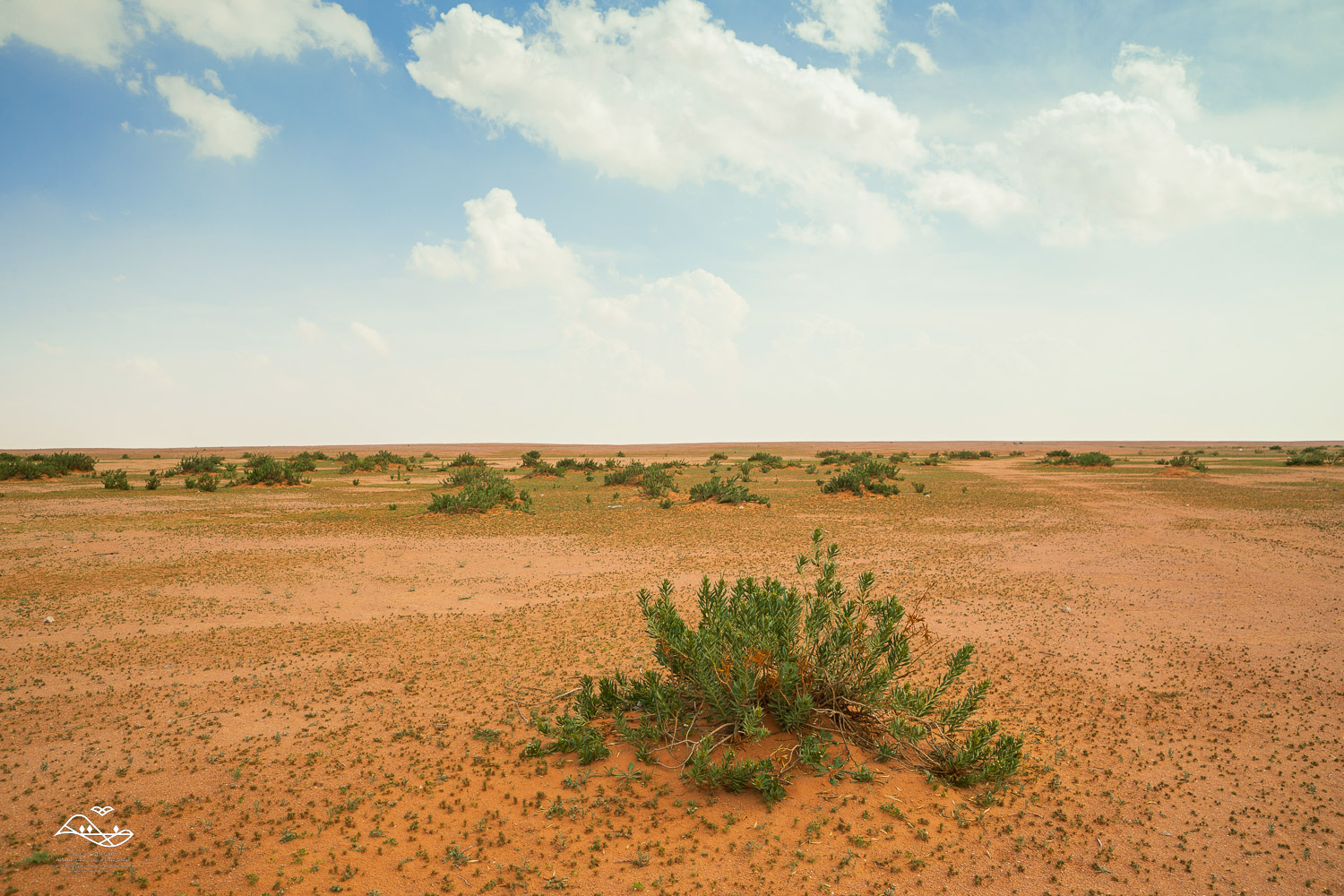

يقع شعيب العويجاء ضمن حدود محمية الإمام عبد العزيز بن محمد الملكية، ومن الناحية الإدارية تشكل اراضي حوضه جزء من محافظة رماح في المملكة العربية السعودية. ويصرف شعيب العويجاء مياه الأمطار لمنطقة جغرافية صغيرة نسبيا تمتد تقريبا من الغرب إلى الشرق، وتقع في الجزء الشمالي من هضبة القنينة، وقد ورد في معجم اليمامة أن القنينة في العرمة عبارة عن ربوة مرتفعة وفسيحة تقع إلى الجنوب من وادي الطوقي وإلى الشمال من وادي الثمامة، ويحدها من الغرب أرض مرتفعة تسمى الطراق، ويحدها من الشرق صياهد رماح، ويستقر سيل هضبة القنينة فيها، وذلك في عدة منخفضات منها فيضة أم قصير وفيضة أم حجول وفيضة آل شامر وأم شبرم. وتبدأ منابع شعيب العويجاء عند خط طول 46.961767 درجة شرقا ودائرة عرض 25.483556 درجة شمالاً.

## شعيب العويجاء
يقع شعيب العويجاء ضمن حدود محمية الإمام عبد العزيز بن محمد الملكية، ومن الناحية الإدارية تشكل اراضي حوضه جزء من محافظة رماح في المملكة العربية السعودية. ويصرف شعيب العويجاء مياه الأمطار لمنطقة جغرافية صغيرة نسبيا تمتد تقريبا من الغرب إلى الشرق، وتقع في الجزء الشمالي من هضبة القنينة، وقد ورد في معجم اليمامة أن القنينة في العرمة عبارة عن ربوة مرتفعة وفسيحة تقع إلى الجنوب من وادي الطوقي وإلى الشمال من وادي الثمامة، ويحدها من الغرب أرض مرتفعة تسمى الطراق، ويحدها من الشرق صياهد رماح، ويستقر سيل هضبة القنينة فيها، وذلك في عدة منخفضات منها فيضة أم قصير وفيضة أم حجول وفيضة آل شامر وأم شبرم. وتبدأ منابع شعيب العويجاء عند خط طول 46.961767 درجة شرقا ودائرة عرض 25.483556 درجة شمالا، وذلك من أرض مرتفعة نسبيا تسمى الطراق، وتمر فيها خطوط تقسيم المياه لأحواض التصريف المتجاورة، والتي تقع إلى الجنوب الشرقي من حوض قري العرضة وحوض شعيب حميم وإلى الشمال الغربي من حوض شعيب فويلق القنينة. وبشكل عام يتجه المجرى الرئيسي لشعيب العويجاء من الغرب نحو الشرق، حتى يصب في أرض منخفضة ومستوية تسمى أم شبرم، وتقع إلى الغرب من صياهد رماح، وذلك عند خط طول 47.048928   درجة شرقا ودائرة عرض 25.524822 درجة شمالا. ويبلغ طول مجراه الرئيسي من منبعه إلى مصبه حوالي 12كم. ويظهر من صور قوقل ماب أن مجراه الرئيسي شبه مستقيم، وأن حوضه يتكون من أرض فيها تلال قليلة الارتفاع، وأن وروافده قليلة وقصيرة ما عدا مجار المياه العليا التي تنحدر من أرض الطراق المرتفعة فإنها نسبيا تكون كثيرة، وأن ْمجاري المياه في حوضه تلتقي بزوايا حادة معطية بذلك نمطا شجريا. ويتبين من الصور أنه لا يوجد في حوض شعيب العويجاء أشجار سوى أشجار قليلة جدا ومتباعدة في وسط رافده الشمالي.